# World Outgames
Los World Outgames fueron un evento deportivo y cultural organizado por la comunidad LGBT. Con más de 12.000 participantes, los primeros World Outgames, celebrados en 2006, fueron el mayor evento internacional celebrado en Montreal desde los Juegos Olímpicos de Montreal 1976. Muchos de los proveedores no fueron pagados, ya que los diversos gobiernos se negaron a cubrir la deuda.
Todo tipo de personas eran bienvenidas y podían participar de los eventos sin tener que declarar su orientación sexual. Muchos de los participantes de los Outgames vinieron de países en donde aún es prohibida tajantemente la existencia de la homosexualidad. 
Los World Outgames fueron patrocinados por la Asociación Internacional del Deporte Lésbico Gay (GLISA, por sus siglas en inglés). Los Outgames no deben ser confundidos con los Gay Games.

## Orígenes
La séptima edición de los Gay Games tendría lugar en Montreal en 2006, pero la Federación de los Gay Games (FGG) se retiró después de una sanción a la ciudad organizadora, Montreal, puesto que fueron incapaces de ponerse de acuerdo sobre el tamaño de los juegos. Los oficiales de los Gay Games de 2006 se adjudicaron a Chicago, con poco más de 12.000 participantes. Montreal 2006 anunció su intención de continuar con la organización de los juegos sin la sanción de la FGG; este plan se convirtió en la primera edición de los World Outgames, patrocinado por la GLISA, la ciudad de Montreal, la provincia de Quebec, el Gobierno de Canadá, GlaxoSmithKline, Air Canada, la empresa Labatt Brewing, Bell Canada , así como docenas de otras empresas nacionales e internacionales y las organizaciones de medios de comunicación.
Con más de 8000 participantes, el 1st World Outgames, celebrada en 2006, fue el mayor evento internacional que se celebró en Montreal, Canadá desde los Juegos Olímpicos de verano 1976. El primer evento no generó tantas ganancias como los organizadores habían esperado y terminó con un déficit.

## Ciudades organizadoras
| Edición | Año               | Sede                   |
| ------- | ----------------- | ---------------------- |
| I       | 2006              | Montreal, Canadá       |
| II      | 2009              | Copenhaguen, Dinamarca |
| III     | 2013              | Amberes, Bélgica       |
| IV      | 2017 (cancelados) | Miami, Estados Unidos  |

## Primeros World Outgames 2006
Para la organización de los primeros World Outgames, funcionarios de la ciudad de Montreal, la provincia de Quebec y el Gobierno de Canadá dieron la bienvenida a 10.248 atletas para participar en los juegos; del 29 de julio al 5 de agosto. Además, se llevó a cabo, junto con cerca de 1500 participantes, una conferencia internacional de lesbianas, gais, bisexuales y transgénero (LGBT) sobre los derechos humanos con Declaración de Montreal, incluyendo los trabajadores Out, y fue el tercer encuentro internacional de sindicalistas LGBT. Unos 5.200 voluntarios trabajaron en el evento.

## Segundos World Outgames 2009
Los segundos World Outgames se llevaron a cabo en Copenhague; del 25 de julio al 2 de agosto de 2009. La ceremonia de apertura tuvo lugar en la Plaza del Ayuntamiento.

## Terceros World Outgames 2013
La tercera edición de los Outgames se celebrarán en Amberes, Bélgica en 2013, del 31 de julio al 11 de agosto.

## Cuartos World Outgames 2017
El 28 de febrero de 2013 se llevó a cabo la elección de la ciudad de Miami, Florida para albergar los World Outgames 2017, venciendo a la ciudad de Reikiavik, capital de Islandia.
El 26 de mayo de 2017 se anunció que los World Outgames de Miami serían cancelados debido a problemas financieros; esto marcó el final definitivo de dicha competición.